# Kinds och Redvägs domsaga
Kinds och Redvägs domsaga var en domsaga i Älvsborgs län, bildad 1696. 
Domsagan lydde under Hovrätten för Västra Sverige från 1948, dessförinnan under Göta hovrätt. Kansliort var Ulricehamn.
Domsagan upphörde i samband med tingsrättsreformen i Sverige den 1 januari 1971 och verksamheten överfördes till Sjuhäradsbygdens tingsrätt.

## Tingslag
- Kinds tingslag till 1948
- Redvägs tingslag till 1948
- Kinds och Redvägs tingslag från 1948

## Häradshövdingar
- 1839-1855 John Roy
- 1856–1891 Gerdt Johan Stenberg
- 1892–1897 Carl Abraham Hellström
- 1897–1913 Verner Rudolf Pius Wærn
- 1914–1916 Herman Otto Falk
- 1916–1940 Olof Gotthard Bergfeldt
- 1941–1963 Hugo Söderström
- 1964–1970 Allan Källoff